# José L. Demaría López «Campúa»
José Luis Demaría López (Jerez de la Frontera, 1870-Madrid, 22 de septiembre de 1936), conocido como Campúa, fue un fotógrafo y periodista español.

## Biografía

### Inicios y primeros años
José Luis Demaría López fue aprendiz de barbero además de ayudante en el gabinete fotográfico de Diego González Lozano, el padre de Diego González Ragel. De paso por Jerez en 1893 el fotógrafo Manuel Compañy le contrata, llevándoselo a Madrid, para que se haga cargo de una sus sucursales en la calle Fuencarral n.º 29. Pronto fue nombrado jefe de estudio. Más tarde cuando Compañy adquirió la Galería Greco –anteriormente regentada por Otero– Campúa pasó a ella con el cargo de encargado. El 20 de diciembre de 1900 inauguró su propio estudio en la calle Espoz y Mina n.º 2, en el centro de Madrid, donde realizó trabajo de retratista además del trabajo periodístico.
Llegó a dominar el inglés y el francés, lo que le permitió colaborar con prestigiosas revistas y prensa tanto nacional como internacional.
Tomó un seudónimo porque consideraba que sus apellidos no eran demasiado comerciales y pensó elegir como sobrenombre el nombre de una ciudad cualquiera, la italiana Capua, por ejemplo. En la imprenta donde encargó la propaganda se equivocaron e interpolaron una M a aquella ciudad. Así, Capua se convirtió en Campúa, cambiándose el nombre a partir de ese momento. Años después Alfonso XIII le autorizaría para utilizar dicho seudónimo como apellido.
Marcha a la serranía de Ronda y Setenil para fotografiar a la partida de bandoleros del “Vivillo” y aunque no lo consigue, por su arrojo y vivacidad informativa hace un tipo de reportaje desconocido hasta la fecha en España, con el que crea un estilo propio.

### Etapa profesional

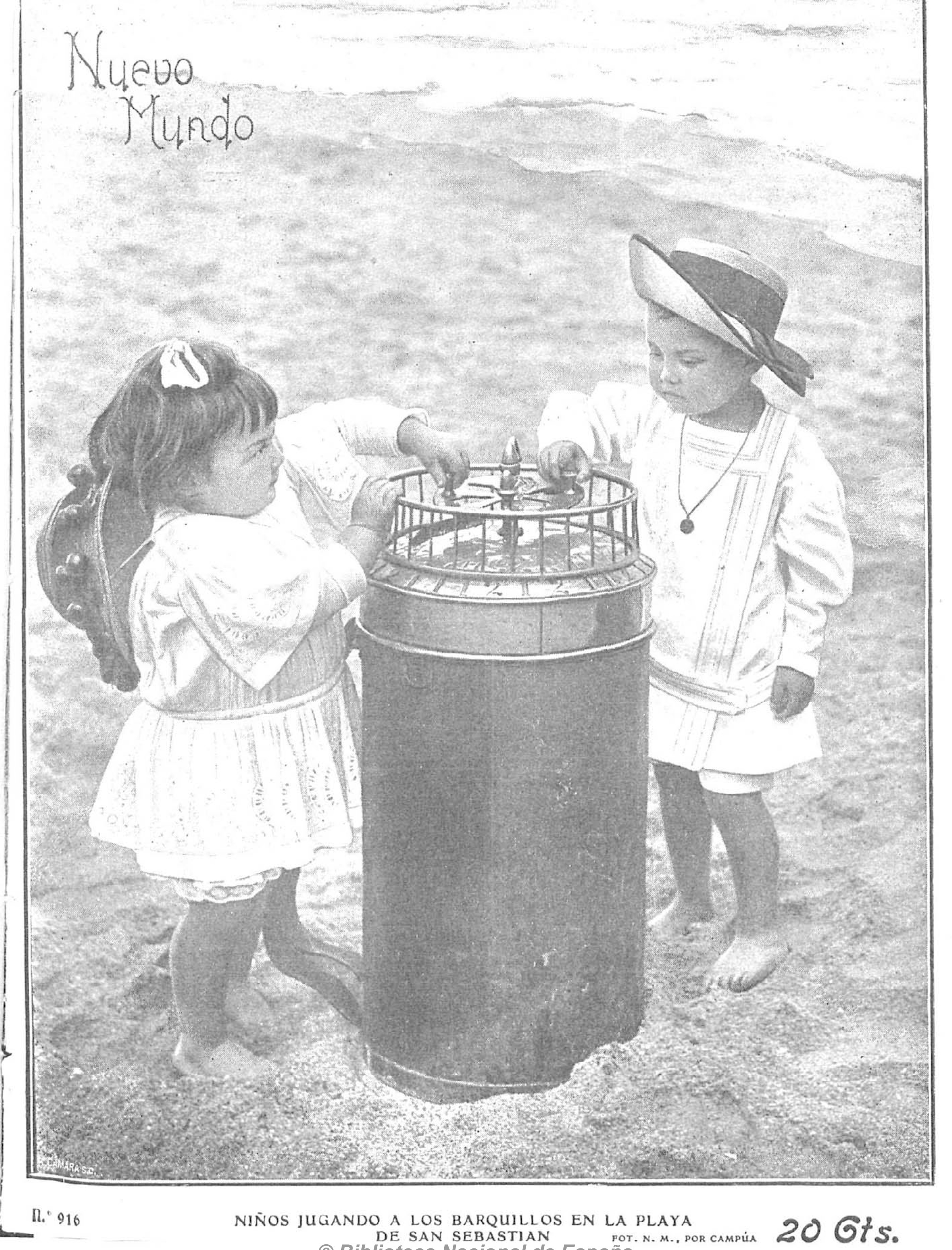
Niños jugando a los barquillos en la playa de San Sebastián, fotografía de Campúa en Nuevo Mundo (1911).

En 1904 se hizo reportero de Nuevo Mundo, ingresó en la Asociación de la Prensa de Madrid en 1905 y se convirtió en colaborador del periodista y amigo José María Carretero Novillo, conocido como El caballero audaz, con el que mantuvo una fecunda relación de amistad y trabajo –sería más adelante fotógrafo habitual de las entrevistas de Carretero Novillo en La Esfera–. Se especializó en los viajes del rey Alfonso XIII por todo el país, trabando con él una gran amistad personal. Le acompaña en 1909 por tierras andaluzas –Tarifa, Jerez, Sevilla, Ronda, etcétera– y en sus visitas a París, Berlín y Londres. En 1905 consigue en Badajoz una imagen impresionante de una mujer arrodillada ante el rey, solicitándole clemencia para su hijo condenado a muerte.

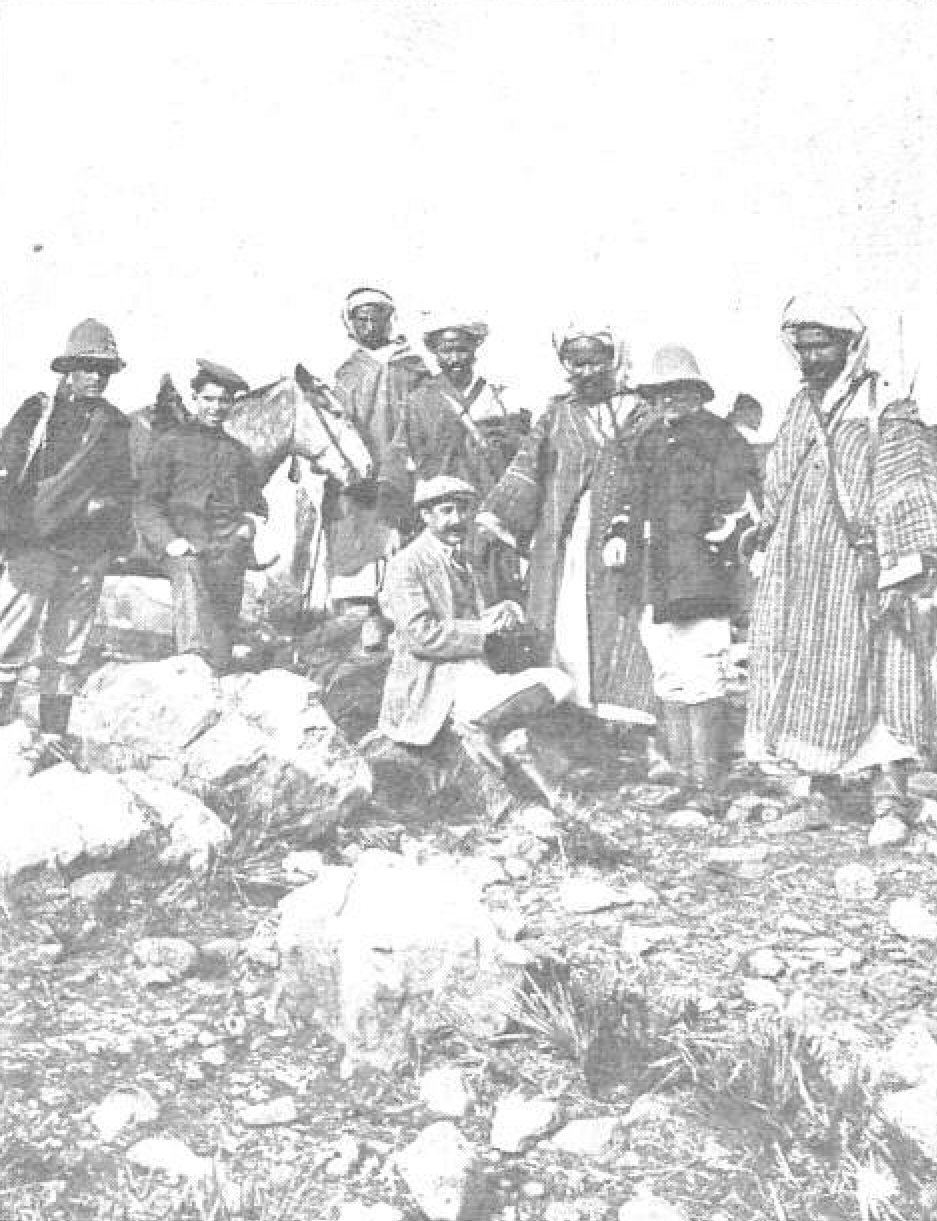
Campúa fotografiado por Ricardo del Rivero durante la guerra de Melilla, 1909

Será en la guerra del norte de África donde marcará con diferencia una forma de entender y hacer fotoperiodismo, adelantándose a los reporteros europeos a los que mostrará el camino a seguir en las grandes guerras que habrían de venir. Iniciada la guerra en el Marruecos español despunta como reportero gráfico en la guerra del Rif en 1909 que lo convertiría en el reportero más prestigioso y popular en España. Sus fotografías en Tardix, Nador, Annual, el Gurugú y el barranco del Lobo, o las primeras instantáneas tomadas por un español desde un globo, triplicaron la tirada de Nuevo Mundo y se enviaron a las principales revistas del mundo entero, alcanzando su obra el reconocimiento internacional y el de su propio país. Ello le valió ser condecorado con dos Cruces Rojas al Mérito Militar como con la Gran Cruz de Alfonso XII por «romper moldes en el periodismo español». Esta última concedida por Alfonso XIII que poco después le nombró «fotógrafo de la Casa Real». Durante su etapa en Marruecos también trabajó para la revista La Esfera, lo que más adelante acabaría vinculándole con la empresa Prensa Gráfica.
En 1911 junto a Verdugo Landi, Mariano Zavala y Díaz Casariego abandona la revista Nuevo Mundo y funda Mundo Gráfico que llegó a ser la publicación con mayor tirada entre las que empleaban la fotografía como elemento central, llegando a dirigirla desde mayo de 1921 hasta diciembre de 1935.
Realizó retratos a grandes personalidades como Eduardo Dato, Antonio Maura, Pablo Iglesias, Gregorio Marañón, Unamuno, Azorín, Pío Baroja, Valle Inclán, María Guerrero, Amadeo Vives o Joaquín Dicenta entre otros muchos.

### Etapa posterior
A partir de la década de 1920 desarrolló su carrera como empresario teatral en locales madrileños como Royalty, Romea y Madrid Cinema. Además fue autor de varias comedias teatrales y radiofónicas como De polo a polo, escrita junto con Felipe Moreno y otros dos títulos escritos en coautoría con Joaquín Vela: ¡Por si las moscas…! y Noche loca.
Fue asesinado en Madrid tras estar preso en la checa de Fomento, a la puerta de su casa, el 22 de septiembre de 1936, debido a las estrechas relaciones que mantenía con la monarquía. Su casa fue saqueada y gran parte de sus archivos se han perdido.
Estuvo casado con Felisa Vázquez con quien tuvo cuatro hijos: Luis, Mª de las Mercedes, Felisa y José Demaría Vázquez "Campúa", que sería también un prestigioso fotógrafo y que heredó el seudónimo de su padre a partir de 1920.

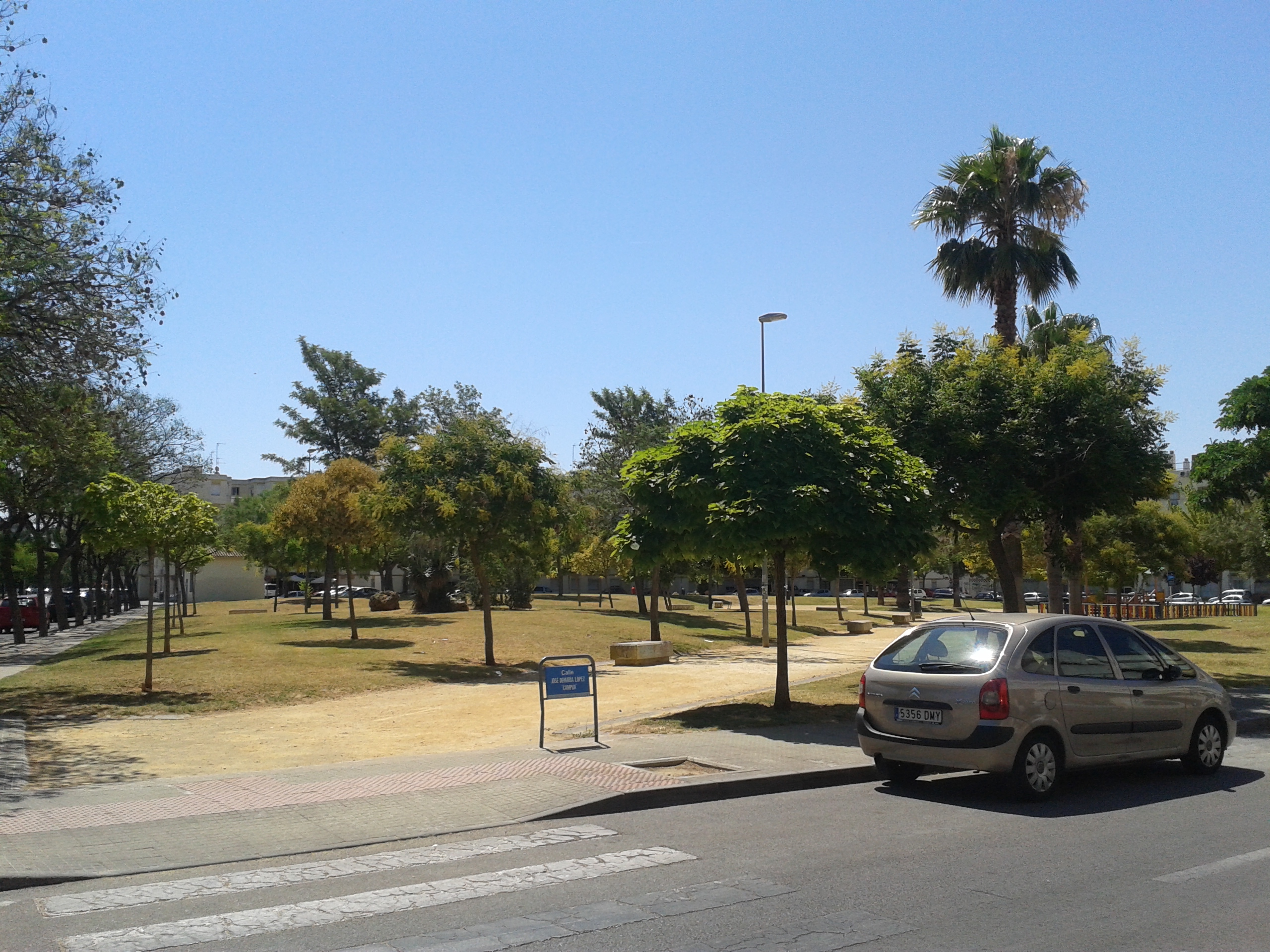
Parque en su honor.

Desde el año 2000 y el 2006 sendas calles en Jerez llevan los nombres de estos dos fotógrafos jerezanos a propuesta de la asociación cultural Cine-Club Popular.